# Куряча війна

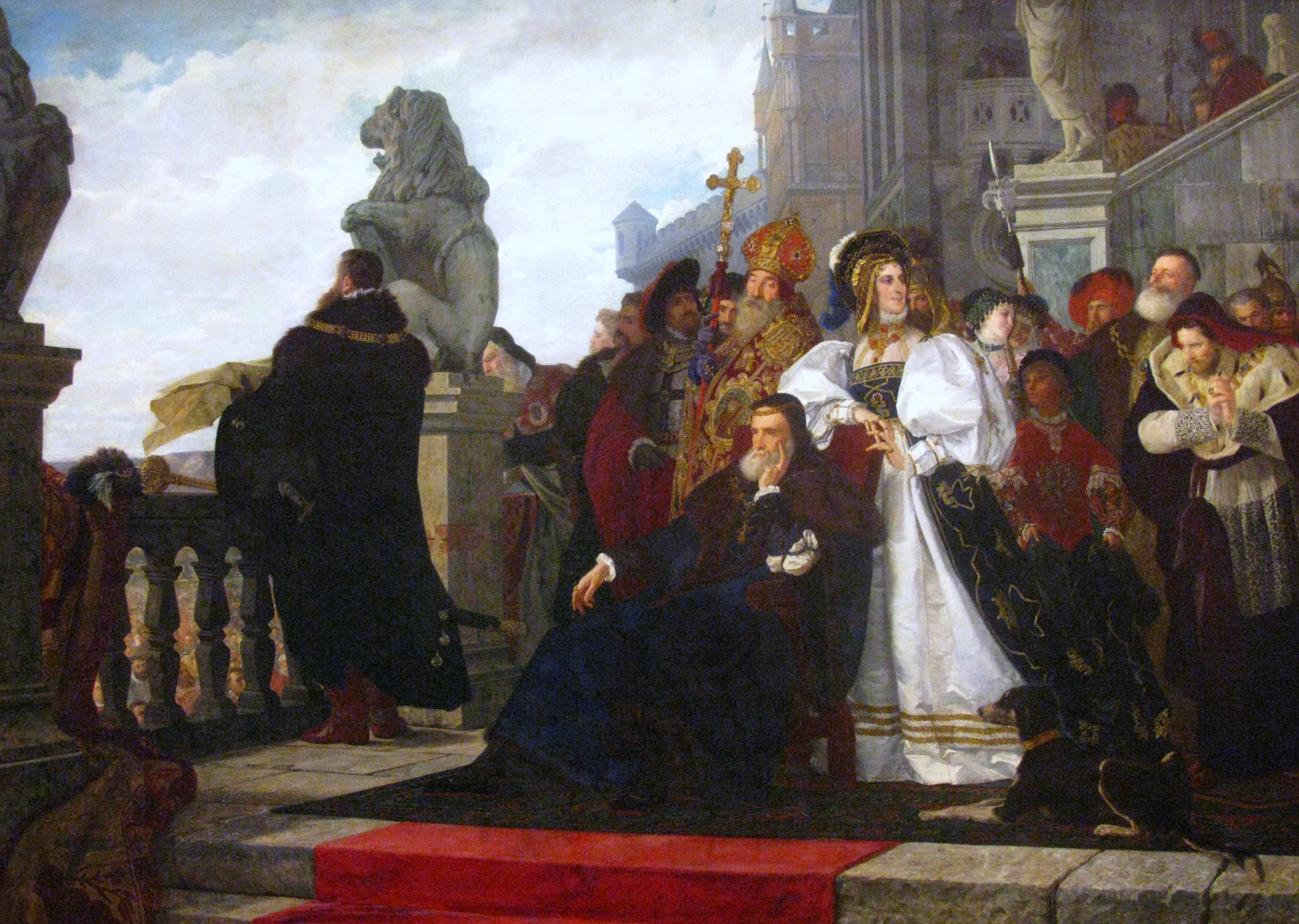
Упокорення Сигізмунда І перед шляхтою у Низькому замку Львова. Картина Г. Родаковського

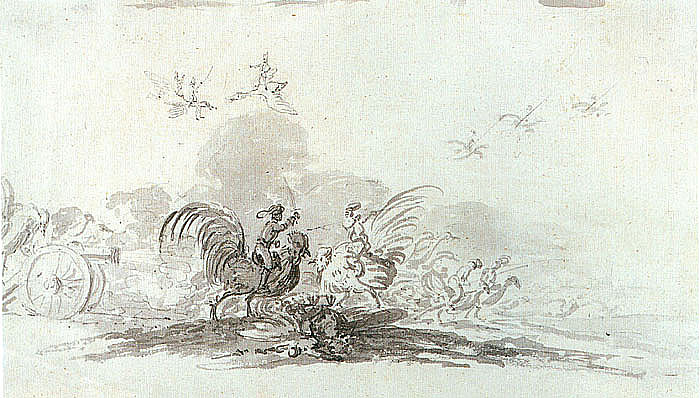
Війна кокоша. Худ. Я. П. Норбін. До 1830 р.

Куряча війна, також війна кокоша, рокош львівський, рокош глинянський (пол. Wojna kokosza) — перший рокош (заколот) шляхти проти посилення влади короля у польському королівстві, який відбувся у липні 1537 р. в Руському воєводстві та Львові. Рокош мало вплинув на становище магнатів, які надали йому глузливу назву від з'їджених шляхтою всіх курей «від яйця до курчати» в околицях Глинян і Львова.

## Передісторія
Війна за Покуття поміж королем Сигізмундом І Старим і молдавським господарем Петром Рарешом завершилась у серпні 1531 битвою під Обертином. Та господар надалі не покидав надії повернути Покуття, незважаючи на укладене у лютому 1532 перемир'я. Оскільки 1533 Сигізмунгд І уклав мирну угоду з султаном Сулейманом І Пишним, господар не міг розраховувати на підтримку турків і намагався спровокувати польсько-турецьку війну, здійснюючи напади на землі Поділля, Покуття. Нова війна з господарем розпочалась 1535 року. Для походу до Молдавії проти Петра IV Рареша король Сигізмунд І Старий у липні 1537 скликав збір посполитого рушення шляхти, яке зібралось у визначеному місці під Глинянами у Руському воєводстві.
З початку XVI ст. серед середньої і дрібної шляхти Корони росло невдоволення багатьма аспектами внутрішньої політики короля. Відсутність єдиної кодифікованої збірки законів королівства допускала маніпулювання нормами права при судових засіданнях. Представники магнатських родів поєднували декілька державних, костельних, земських урядів, що призводило до зловживань і занедбання ними виконання обов'язків менш важливих урядів. Також до рук магнатів перейшла значна частина маєтностей Королівщини, що призводило до зменшення державних прибутків, витрат на утримання війська, що у свою чергу перекладалось на шляхту через щорічне введення надзвичайних податків на утримання війська, скликання посполитого рушення. Одночасно королева Бона займалась скуповуванням маєтностей, що давніше належали до Королівщини і через погане управління магнатами були доведені до банкрутства і що нерідко йшло на шкоду сусіднім шляхетським володінням. Останньою краплею стала коронація 10-річного королівського сина Сигізмунда Августа на молодшого короля без згоди шляхти за участі вузького кола сенаторів (1529).

## Рокош

Низький замок Львова. Реконструкція Качора І. В.

Через невдоволення політикою королівського двору, яка опиралась виключно на магнатерію, серед шляхти поширився егзекуційний рух (пол. Ruch egzekucyjny).
Шляхта, зібрана у таборі під Глинянами, замість підготовки до походу провела рокошовий Сейм, на якому ухвалила претензії до короля з 36 пунктів. Головними вимогами були:
- кодифікація права, прийнятих на Сеймиках законів;
- зменшення повноважень Сенату на користь палати послів шляхти Сейму згідно з гаслом «nihil novi» — «нічого нового без палати послів» (король представляв монархію, Сенат магнатерію, палата послів Сейму шляхетську демократію із найбільшою законодавчою владою;
- обрання нового короля виключно після смерті старого голосами шляхти на елекційному Сеймі «з волі і згоди присутніх»;
- заборона скупу маєтностей королевою Боною;
- повернення (egzekucja) до Королівщини маєтностей, якими неправомірно володіли магнати;
- звільнення шляхти з видатків на користь Костелу, відміни привілеїв духовенства, даровизн на користь Костелу, зменшення земельних володінь монастирів, оподаткування церковної десятини, заборона розгляду справ костельними судами у майнових питаннях, призначення оплати за зайняття єпископства (annaty) на боротьбу з татарами;
- дотримання закону 1504 про incompatibilitas — заборону одночасного займання декількох урядів однією особою з дотриманням правила осідлості (земські уряди може займати виключно шляхта даної землі);
- ліквідації самостійності Литви, Пруссії;
- модернізація судових процедур;
- визначення постійних радників короля;
- впорядкування державної скарбниці з поділом чітким прибутків короля і держави, виділенням четвертини коштів на утримання війська;
- створення постійного війська;
- гарантування свободи віровизнання;
- звільнення шляхти від усіх видів внутрішніх податків — мит, мостових, дорожніх і т. д.;
- ліквідації цехів у містах, заборони володіння міщанами земельними наділами, збільшення торговельних прав євреїв, що здебільшого жили у маєтностях шляхти, підпорядкування міщан шляхті у приватних містах, недопущення нешляхетних осіб до костельних урядів.

Король прибув до Львова 13 серпня з двором і військом, намагався домовитись з шляхтою і зрештою розпустив посполите рушення. Рокош тривав до 9 вересня 1537, коли король Сигізмунд І Старий у Низькому замку Львова змушений був упокоритись і вибачитись перед представниками шляхти: каштеляном краківським Валентином Дембінським, маршалком палати послів Яном Сєраковським, підчашим королівським Мартином Зборовським, чашником коронним Петром Зборовським та іншими. Він гарантував припинення неправомірного заволодіння землями Королівщини королевою Боною, обрання наступного короля на елекційному Сеймі шляхтою, але не визнавав права шляхти на рокош. Король намагався через суд притягти до відповідальності провідників рокошу за образу королівського маєстату (гідності). Також було розпочато щорічне скликання Сеймів у Пйонтркові, Кракові. Більшість претензій шляхти було законодавчо врегульовано лише починаючи з 1570-х років. Із затвердження виборів короля шляхтою розпочався процес послаблення королівської влади у державі.